# Salkolanjärvi
Salkolanjärvi är en sjö i Finland. Den ligger till största delen i Sommarnäs i kommunen Somero i landskapet Egentliga Finland och till mindre delar i kommunen Lojo i landskapet Nyland, i den södra delen av landet, 80 km nordväst om huvudstaden Helsingfors. Salkolanjärvi ligger 110,6 meter över havet. Arean är 2,71 kvadratkilometer och strandlinjen är 11,01 kilometer lång. Sjön  ingår i Kumo älvs huvudavrinningsområde.   I omgivningarna runt Salkolanjärvi växer i huvudsak barrskog. Den sträcker sig 3,8 kilometer i nord-sydlig riktning, och 2,6 kilometer i öst-västlig riktning. Sjön tillhör Kumo älvs avrinningsområde och mynnar sig till Liesjärvi i Tammela i norr.